# Rekordy Europy w pływaniu

## Basen 50 m
Wszystkie rekordy zostały ustanowione w finałach, chyba że zaznaczono inaczej.

### Mężczyźni
| Konkurencja               | Czas     |      | Zawodnik                                                                                              | Państwo         | Data             | Zawody               | Miejsce     | Źródło |
| ------------------------- | -------- | ---- | --- | --------------- | ---------------- | -------------------- | ----------- | ------ |
| 50 m stylem dowolnym      | 20,94    |      | Frédérick Bousquet                                                                                    | Francja         | 26 kwietnia 2009 | Mistrzostwa Francji  | Montpellier | [ 1 ]  |
| 100 m stylem dowolnym     | 46,86    |      | David Popovici                                                                                        | Rumunia         | 13 sierpnia 2022 | Mistrzostwa Europy   | Rzym        | [ 2 ]  |
| 200 m stylem dowolnym     | 1:42,00  | WR   | Paul Biedermann                                                                                       | Niemcy          | 28 lipca 2009    | Mistrzostwa świata   | Rzym        | [ 3 ]  |
| 400 m stylem dowolnym     | 3:40,07  | WR   | Paul Biedermann                                                                                       | Niemcy          | 26 lipca 2009    | Mistrzostwa świata   | Rzym        | [ 4 ]  |
| 800 m stylem dowolnym     | 7:38,19  |      | Daniel Wiffen                                                                                         | Irlandia        | 30 lipca 2024    | Igrzyska olimpijskie | Paryż       | [ 5 ]  |
| 1500 m stylem dowolnym    | 14:32,80 |      | Gregorio Paltrinieri                                                                                  | Włochy          | 25 czerwca 2022  | Mistrzostwa świata   | Budapeszt   | [ 6 ]  |
| 50 m stylem grzbietowym   | 23,55    | , pf | Klimient Kolesnikow                                                                                   | Rosja           | 27 lipca 2023    | Puchar Rosji         | Kazań       | [ 7 ]  |
| 100 m stylem grzbietowym  | 51,60    | WR   | Thomas Ceccon                                                                                         | Włochy          | 20 czerwca 2022  | Mistrzostwa świata   | Budapeszt   | [ 8 ]  |
| 200 m stylem grzbietowym  | 1:53,23  |      | Jewgienij Ryłow                                                                                       | Rosja           | 8 kwietnia 2021  | Mistrzostwa Rosji    | Kazań       | [ 9 ]  |
| 50 m stylem klasycznym    | 25,95    | , pf | Adam Peaty                                                                                            | Wielka Brytania | 25 lipca 2017    | Mistrzostwa świata   | Budapeszt   | [ 10 ] |
| 100 m stylem klasycznym   | 56,88    | , pf | Adam Peaty                                                                                            | Wielka Brytania | 21 lipca 2019    | Mistrzostwa świata   | Gwangju     | [ 11 ] |
| 200 m stylem klasycznym   | 2:05,85  |      | Léon Marchand                                                                                         | Francja         | 31 lipca 2024    | Igrzyska olimpijskie | Paryż       | [ 12 ] |
| 50 m stylem motylkowym    | 22,27    | WR   | Andrij Howorow                                                                                        | Ukraina         | 1 lipca 2018     | Sette Colli          | Rzym        | [ 13 ] |
| 100 m stylem motylkowym   | 49,68    |      | Kristóf Milák                                                                                         | Węgry           | 31 lipca 2021    | Igrzyska olimpijskie | Tokio       | [ 14 ] |
| 200 m stylem motylkowym   | 1:50,34  | WR   | Kristóf Milák                                                                                         | Węgry           | 21 czerwca 2022  | Mistrzostwa świata   | Budapeszt   | [ 15 ] |
| 200 m stylem zmiennym     | 1:54,06  |      | Léon Marchand                                                                                         | Francja         | 2 sierpnia 2024  | Igrzyska olimpijskie | Paryż       | [ 16 ] |
| 400 m stylem zmiennym     | 4:02,50  | WR   | Léon Marchand                                                                                         | Francja         | 23 lipca 2023    | Mistrzostwa świata   | Fukuoka     | [ 17 ] |
| 4 × 100 m stylem dowolnym | 3:08,32  |      | Amaury Leveaux (47,91) Fabien Gilot (47,05) Frédérick Bousquet (46,63) Alain Bernard (46,73)          | Francja         | 11 sierpnia 2008 | Igrzyska olimpijskie | Pekin       | [ 18 ] |
| 4 × 200 m stylem dowolnym | 6:58,58  |      | Thomas Dean (1:45,72) James Guy (1:44,40) Matthew Richards (1:45,01) Duncan Scott (1:43,45)           | Wielka Brytania | 28 lipca 2021    | Igrzyska olimpijskie | Tokio       | [ 19 ] |
| 4 × 100 m stylem zmiennym | 3:27,51  | =    | Luke Greenbank (53,63) Adam Peaty (56,53) James Guy (50,27) Duncan Scott (47,08)                      | Wielka Brytania | 1 sierpnia 2021  | Igrzyska olimpijskie | Tokio       | [ 20 ] |
| 4 × 100 m stylem zmiennym | 3:27,51  | =    | Thomas Ceccon (51,93) Nicolò Martinenghi (57,47) Federico Burdisso (50,63) Alessandro Miressi (47,48) | Włochy          | 25 czerwca 2022  | Mistrzostwa świata   | Budapeszt   | [ 21 ] |

Legenda:  – rekord świata, e – rekord ustanowiony w eliminacjach, pf – rekord ustanowiony w półfinałach, sz – rekord ustanowiony na pierwszej zmianie sztafety, # - rekord oczekujący na ratyfikację

### Kobiety
| Konkurencja               | Czas     |      | Zawodniczka                                                                                                | Państwo         | Data             | Zawody                         | Miejsce        | Źródło |
| ------------------------- | -------- | ---- | --- | --------------- | ---------------- | ------------------------------ | -------------- | ------ |
| 50 m stylem dowolnym      | 23,61    | , pf | Sarah Sjöström                                                                                             | Szwecja         | 29 lipca 2023    | Mistrzostwa świata             | Fukuoka        | [ 22 ] |
| 100 m stylem dowolnym     | 51,71    | , sz | Sarah Sjöström                                                                                             | Szwecja         | 23 lipca 2017    | Mistrzostwa świata             | Budapeszt      | [ 23 ] |
| 200 m stylem dowolnym     | 1:52,98  |      | Federica Pellegrini                                                                                        | Włochy          | 29 lipca 2009    | Mistrzostwa świata             | Rzym           | [ 24 ] |
| 400 m stylem dowolnym     | 3:59,15  |      | Federica Pellegrini                                                                                        | Włochy          | 26 lipca 2009    | Mistrzostwa świata             | Rzym           | [ 25 ] |
| 800 m stylem dowolnym     | 8:14,10  |      | Rebecca Adlington                                                                                          | Wielka Brytania | 16 sierpnia 2008 | Igrzyska olimpijskie           | Pekin          | [ 26 ] |
| 1500 m stylem dowolnym    | 15:38,88 |      | Lotte Friis                                                                                                | Dania           | 30 lipca 2013    | Mistrzostwa świata             | Barcelona      | [ 27 ] |
| 50 m stylem grzbietowym   | 27,10    |      | Kira Toussaint                                                                                             | Holandia        | 10 kwietnia 2021 | "Eindhoven Qualification Meet" | Eindhoven      | [ 28 ] |
| 100 m stylem grzbietowym  | 58,08    | sz   | Kathleen Dawson                                                                                            | Wielka Brytania | 23 maja 2021     | Mistrzostwa Europy             | Budapeszt      | [ 29 ] |
| 200 m stylem grzbietowym  | 2:04,94  |      | Anastasija Zujewa                                                                                          | Rosja           | 1 sierpnia 2009  | Mistrzostwa świata             | Rzym           | [ 30 ] |
| 50 m stylem klasycznym    | 29,16    | WR   | Rūta Meilutytė                                                                                             | Litwa           | 30 lipca 2023    | Mistrzostwa świata             | Fukuoka        | [ 31 ] |
| 100 m stylem klasycznym   | 1:04,35  | pf   | Rūta Meilutytė                                                                                             | Litwa           | 29 lipca 2013    | Mistrzostwa świata             | Barcelona      | [ 32 ] |
| 200 m stylem klasycznym   | 2:19,11  | pf,  | Rikke Møller Pedersen                                                                                      | Dania           | 1 sierpnia 2013  | Mistrzostwa świata             | Barcelona      | [ 33 ] |
| 50 m stylem motylkowym    | 24,43    | WR   | Sarah Sjöström                                                                                             | Szwecja         | 5 lipca 2014     | Mistrzostwa Szwecji            | Borås          | [ 34 ] |
| 100 m stylem motylkowym   | 55,48    |      | Sarah Sjöström                                                                                             | Szwecja         | 7 sierpnia 2016  | Igrzyska olimpijskie           | Rio de Janeiro | [ 35 ] |
| 200 m stylem motylkowym   | 2:04,27  | pf   | Katinka Hosszú                                                                                             | Węgry           | 29 lipca 2009    | Mistrzostwa świata             | Rzym           | [ 36 ] |
| 200 m stylem zmiennym     | 2:06,12  | WR   | Katinka Hosszú                                                                                             | Węgry           | 3 sierpnia 2015  | Mistrzostwa świata             | Kazań          | [ 37 ] |
| 400 m stylem zmiennym     | 4:26,36  |      | Katinka Hosszú                                                                                             | Węgry           | 6 sierpnia 2016  | Igrzyska olimpijskie           | Rio de Janeiro | [ 38 ] |
| 4 × 100 m stylem dowolnym | 3:31,72  |      | Inge Dekker (53,61) Ranomi Kromowidjojo (52,30) Femke Heemskerk (53,03) Marleen Veldhuis (52,78)           | Holandia        | 26 lipca 2009    | Mistrzostwa świata             | Rzym           | [ 39 ] |
| 4 × 200 m stylem dowolnym | 7:45,51  |      | Joanne Jackson (1:55,98) Jazmin Carlin (1:56,78) Caitlin McClatchey (1:56,42) Rebecca Adlington (1:56,33)  | Wielka Brytania | 30 lipca 2009    | Mistrzostwa świata             | Rzym           | [ 40 ] |
| 4 × 100 m stylem zmiennym | 3:53,38  |      | Anastasija Fiesikowa (58,96) Julija Jefimowa (1:04,03) Swietłana Czimrowa (56,99) Wieronika Popowa (53,40) | Rosja           | 30 lipca 2017    | Mistrzostwa świata             | Budapeszt      | [ 41 ] |

Legenda:  – rekord świata, e – rekord ustanowiony w eliminacjach, pf – rekord ustanowiony w półfinałach, sz – rekord ustanowiony na pierwszej zmianie sztafety

### Sztafety mieszane
| Konkurencja               | Czas    |    | Zawodnicy                                                                                | Państwo         | Data          | Zawody               | Miejsce | Źródło |
| ------------------------- | ------- | -- | ---------------------------------------------------------------------------------------- | --------------- | ------------- | -------------------- | ------- | ------ |
| 4 × 100 m stylem dowolnym | 3:21,68 |    | Matthew Richards (47,83) Duncan Scott (47,46) Anna Hopkin (53,30) Freya Anderson (53,09) | Wielka Brytania | 29 lipca 2023 | Mistrzostwa świata   | Fukuoka | [ 42 ] |
| 4 × 100 m stylem zmiennym | 3:37,58 | WR | Kathleen Dawson (58,80) Adam Peaty (56,78) James Guy (50,00) Anna Hopkin (52,00)         | Wielka Brytania | 31 lipca 2021 | Igrzyska olimpijskie | Tokio   | [ 43 ] |

Legenda:  – rekord świata, e – rekord ustanowiony w eliminacjach

## Basen 25 m
Wszystkie rekordy zostały ustanowione w finałach, chyba że zaznaczono inaczej.

### Mężczyźni
| Konkurencja               | Czas     |    | Zawodnik | Państwo                     | Data              | Zawody                        | Miejsce    | Źródło |
| ------------------------- | -------- | -- | --- | --------------------------- | ----------------- | ----------------------------- | ---------- | ------ |
| 50 m stylem dowolnym      | 20,18    |    | Benjamin Proud                                                                                              | Wielka Brytania             | 7 grudnia 2023    | Mistrzostwa Europy            | Otopeni    | [ 44 ] |
| 100 m stylem dowolnym     | 44,94    |    | Amaury Leveaux                                                                                              | Francja                     | 13 grudnia 2008   | Mistrzostwa Europy            | Rijeka     | [ 45 ] |
| 200 m stylem dowolnym     | 1:39,37  | WR | Paul Biedermann                                                                                             | Niemcy                      | 15 listopada 2009 | Puchar Świata                 | Berlin     | [ 46 ] |
| 400 m stylem dowolnym     | 3:32,25  | WR | Yannick Agnel                                                                                               | Francja                     | 15 listopada 2012 | Mistrzostwa Francji           | Angers     | [ 47 ] |
| 800 m stylem dowolnym     | 7:20,46  | WR | Daniel Wiffen                                                                                               | Irlandia                    | 10 grudnia 2023   | Mistrzostwa Europy            | Otopeni    | [ 48 ] |
| 1500 m stylem dowolnym    | 14:06,88 | WR | Florian Wellbrock                                                                                           | Niemcy                      | 21 grudnia 2021   | Mistrzostwa świata            | Abu Zabi   | [ 49 ] |
| 50 m stylem grzbietowym   | 22,22    | WR | Florent Manaudou                                                                                            | Francja                     | 6 grudnia 2014    | Mistrzostwa świata            | Doha       | [ 50 ] |
| 100 m stylem grzbietowym  | 48,58    |    | Klimient Kolesnikow                                                                                         | Rosja                       | 21 listopada 2020 | International Swimming League | Budapeszt  | [ 51 ] |
| 200 m stylem grzbietowym  | 1:46,11  |    | Arkadij Wiatczanin                                                                                          | Rosja                       | 15 listopada 2009 | Puchar Świata                 | Berlin     | [ 52 ] |
| 50 m stylem klasycznym    | 24,95    | WR | Emre Sakçı                                                                                                  | Turcja                      | 27 grudnia 2021   | Mistrzostwa Turcji            | Gaziantep  | [ 53 ] |
| 100 m stylem klasycznym   | 55,28    | WR | Ilja Szymanowicz                                                                                            | Białoruś                    | 26 listopada 2021 | International Swimming League | Eindhoven  | [ 54 ] |
| 200 m stylem klasycznym   | 2:00,16  | WR | Kiriłł Prigoda                                                                                              | Rosja                       | 13 grudnia 2018   | Mistrzostwa świata            | Hangzhou   | [ 55 ] |
| 50 m stylem motylkowym    | 21,75    | WR | Szebasztián Szabó                                                                                           | Węgry                       | 6 listopada 2021  | Mistrzostwa Europy            | Kazań      | [ 56 ] |
| 100 m stylem motylkowym   | 48,47    |    | Noè Ponti                                                                                                   | Szwajcaria                  | 6 grudnia 2023    | Mistrzostwa Europy            | Otopeni    | [ 57 ] |
| 200 m stylem motylkowym   | 1:49,00  |    | László Cseh                                                                                                 | Węgry                       | 6 grudnia 2015    | Mistrzostwa Europy            | Netanja    | [ 58 ] |
| 100 m stylem zmiennym     | 50,26    | =  | Władimir Morozow                                                                                            | Rosja                       | 28 września 2018  | Puchar Świata                 | Eindhoven  | [ 59 ] |
| 100 m stylem zmiennym     | 50,26    | =  | Władimir Morozow                                                                                            | Rosja                       | 9 listopada 2018  | Puchar Świata                 | Tokio      | [ 60 ] |
| 200 m stylem zmiennym     | 1:50,85  |    | Andreas Wazeos                                                                                              | Grecja                      | 6 grudnia 2019    | Mistrzostwa Europy            | Glasgow    | [ 61 ] |
| 400 m stylem zmiennym     | 3:56,47  |    | Ilja Borodin                                                                                                | Rosyjska Federacja Pływacka | 20 grudnia 2021   | Mistrzostwa świata            | Abu Zabi   | [ 62 ] |
| 4 × 50 m stylem dowolnym  | 1:20,77  | WB | Alain Bernard (20,64) Fabien Gilot (20,33) Amaury Leveaux (19,93) Frédérick Bousquet (19,87)                | Francja                     | 14 grudnia 2008   | Mistrzostwa Europy            | Rijeka     | [ 63 ] |
| 4 × 100 m stylem dowolnym | 3:03,11  |    | Władisław Griniew (46,38) Siergiej Fiesikow (46,21) Władimir Morozow (45,06) Klimient Kolesnikow (45,46)    | Rosja                       | 11 grudnia 2018   | Mistrzostwa świata            | Hangzhou   | [ 64 ] |
| 4 × 200 m stylem dowolnym | 6:46,84  |    | Martin Malutin (1:42,34) Michaił Wiekowiszczew (1:41,57) Iwan Giriew (1:41,85) Aleksandr Krasnych (1:41,08) | Rosja                       | 14 grudnia 2018   | Mistrzostwa świata            | Hangzhou   | [ 65 ] |
| 4 × 50 m stylem zmiennym  | 1:30,14  | WR | Michele Lamberti (22,62) Nicolò Martinenghi (25,14) Marco Orsi (22,17) Lorenzo Zazzeri (20,21)              | Włochy                      | 3 listopada 2021  | Mistrzostwa Europy            | Kazań      | [ 66 ] |
| 4 × 100 m stylem zmiennym | 3:19,16  | WR | Stanisław Doniec (49,63) Siergiej Giejbiel (56,43) Jewgienij Korotyszkin (48,35) Daniła Izotow (44,75)      | Rosja                       | 20 grudnia 2009   | Puchar Władimira Salnikowa    | Petersburg | [ 67 ] |

Legenda:  – rekord świata, WB – najlepszy czas w historii, e – rekord ustanowiony w eliminacjach, pf – rekord ustanowiony w półfinałach, sz – rekord ustanowiony na pierwszej zmianie sztafety

### Kobiety
| Konkurencja               | Czas     |     | Zawodniczka                                                                                                   | Państwo   | Data                 | Zawody                        | Miejsce   | Źródło        |
| ------------------------- | -------- | --- | --- | --------- | -------------------- | ----------------------------- | --------- | ------------- |
| 50 m stylem dowolnym      | 22,93    | WR  | Ranomi Kromowidjojo                                                                                           | Holandia  | 7 sierpnia 2017      | Puchar Świata                 | Berlin    | [ 68 ]        |
| 100 m stylem dowolnym     | 50,58    |     | Sarah Sjöström                                                                                                | Szwecja   | 11 sierpnia 2017     | Puchar Świata                 | Eindhoven | [ 69 ]        |
| 200 m stylem dowolnym     | 1:50,43  |     | Sarah Sjöström                                                                                                | Szwecja   | 12 sierpnia 2017     | Puchar Świata                 | Eindhoven | [ 70 ]        |
| 400 m stylem dowolnym     | 3:54,52  |     | Mireia Belmonte                                                                                               | Hiszpania | 11 sierpnia 2013     | Puchar Świata                 | Berlin    | [ 71 ]        |
| 800 m stylem dowolnym     | 7:59,34  | WR  | Mireia Belmonte                                                                                               | Hiszpania | 10 sierpnia 2013     | Puchar Świata                 | Berlin    | [ 72 ]        |
| 1500 m stylem dowolnym    | 15:18,01 | WR  | Sarah Köhler                                                                                                  | Niemcy    | 16 listopada 2019    | Mistrzostwa Niemiec           | Berlin    | [ 73 ]        |
| 50 m stylem grzbietowym   | 25,60    | =,  | Kira Toussaint                                                                                                | Holandia  | 14 listopada 2020    | International Swimming League | Budapeszt | [ 74 ]        |
| 50 m stylem grzbietowym   | 25,60    | =,  | Kira Toussaint                                                                                                | Holandia  | 18 grudnia 2020      | Kerstwedstrijd                | Amsterdam |               |
| 100 m stylem grzbietowym  | 55,03    |     | Katinka Hosszú                                                                                                | Węgry     | 4 grudnia 2014       | Mistrzostwa świata            | Doha      | [ 75 ]        |
| 200 m stylem grzbietowym  | 1:59,23  |     | Katinka Hosszú                                                                                                | Węgry     | 5 grudnia 2014       | Mistrzostwa świata            | Doha      | [ 76 ]        |
| 50 m stylem klasycznym    | 28,37    | sf, | Rūta Meilutytė                                                                                                | Litwa     | 17 grudnia 2022      | Mistrzostwa świata            | Melbourne | [ 77 ] [ 78 ] |
| 100 m stylem klasycznym   | 1:02,36  | =   | Rūta Meilutytė                                                                                                | Litwa     | 12 października 2013 | Puchar Świata                 | Moskwa    | [ 79 ]        |
| 200 m stylem klasycznym   | 2:15,21  |     | Rikke Møller Pedersen                                                                                         | Dania     | 13 grudnia 2013      | Mistrzostwa Europy            | Herning   | [ 80 ]        |
| 50 m stylem motylkowym    | 24,38    | WR  | Therese Alshammar                                                                                             | Szwecja   | 22 listopada 2009    | Puchar Świata                 | Singapur  | [ 81 ]        |
| 100 m stylem motylkowym   | 54,61    |     | Sarah Sjöström                                                                                                | Szwecja   | 7 grudnia 2014       | Mistrzostwa świata            | Doha      | [ 82 ]        |
| 200 m stylem motylkowym   | 1:59,61  | WR  | Mireia Belmonte                                                                                               | Hiszpania | 3 grudnia 2014       | Mistrzostwa świata            | Doha      | [ 83 ]        |
| 100 m stylem zmiennym     | 56,51    | WR  | Katinka Hosszú                                                                                                | Węgry     | 7 sierpnia 2017      | Puchar Świata                 | Berlin    | [ 84 ]        |
| 200 m stylem zmiennym     | 2:01,86  | WR  | Katinka Hosszú                                                                                                | Węgry     | 6 grudnia 2014       | Mistrzostwa świata            | Doha      | [ 85 ]        |
| 400 m stylem zmiennym     | 4:18,94  | WR  | Mireia Belmonte                                                                                               | Hiszpania | 12 sierpnia 2017     | Puchar Świata                 | Eindhoven | [ 86 ]        |
| 4 × 50 m stylem dowolnym  | 1:32,50  | WR  | Ranomi Kromowidjojo (23,05) Maaike de Waard (23,16) Kim Busch (23,47) Femke Heemskerk (22,82)                 | Holandia  | 12 grudnia 2020      | Wouda Cup                     | Eindhoven | [ 87 ]        |
| 4 × 100 m stylem dowolnym | 3:26,53  | WR  | Inge Dekker (52,39) Femke Heemskerk (50,58) Maud van der Meer (52,55) Ranomi Kromowidjojo (51,01)             | Holandia  | 5 grudnia 2014       | Mistrzostwa świata            | Doha      | [ 88 ]        |
| 4 × 200 m stylem dowolnym | 7:32,85  | WR  | Inge Dekker (1:54,73) Femke Heemskerk (1:51,22) Ranomi Kromowidjojo (1:54,17) Sharon van Rouwendaal (1:52,73) | Holandia  | 3 grudnia 2014       | Mistrzostwa świata            | Doha      | [ 89 ]        |
| 4 × 50 m stylem zmiennym  | 1:42,69  |     | Hinkelien Schreuder (26,32) Moniek Nijhuis (29,16) Inge Dekker (24,51) Ranomi Kromowidjojo (22,70)            | Holandia  | 12 grudnia 2009      | Mistrzostwa Europy            | Stambuł   | [ 90 ]        |
| 4 × 100 m stylem zmiennym | 3:46,20  |     | Louise Hansson (56,25) Sophie Hansson (1:03,70) Sarah Sjöström (54,65) Michelle Coleman (51,60)               | Szwecja   | 21 grudnia 2021      | Mistrzostwa świata            | Doha      | [ 91 ]        |

Legenda:  – rekord świata, WB – najlepszy czas w historii, e – rekord ustanowiony w eliminacjach, pf – rekord ustanowiony w półfinałach, sz – rekord ustanowiony na pierwszej zmianie sztafety

### Sztafety mieszane
| Konkurencja              | Czas    |    | Zawodnicy                                                                                          | Reprezentacja | Data             | Zawody             | Miejsce | Źródło |
| ------------------------ | ------- | -- | -------------------------------------------------------------------------------------------------- | ------------- | ---------------- | ------------------ | ------- | ------ |
| 4 × 50 m stylem dowolnym | 1:28,31 |    | Władimir Morozow (20,65) Władisław Griniew (20,65) Arina Surkowa (23,87) Marija Kamieniewa (23,14) | Rosja         | 7 grudnia 2019   | Mistrzostwa Europy | Glasgow | [ 92 ] |
| 4 × 50 m stylem zmiennym | 1:36,18 | WR | Kira Toussaint (25,99) Arno Kamminga (25,54) Maaike de Waard (24,50) Thom de Boer (20,15)          | Holandia      | 7 listopada 2021 | Mistrzostwa Europy | Kazań   | [ 93 ] |

Legenda:  – rekord świata, e – rekord ustanowiony w eliminacjach